# Anisocentropus ulmeri
Anisocentropus ulmeri là một loài Trichoptera trong họ Calamoceratidae. Chúng phân bố ở miền Ấn Độ - Mã Lai.